# Романов, Михаил Фёдорович (актёр)
Михаи́л Фёдорович Рома́нов (укр. Романов Михайло Федорович; 16 [28] октября 1896, Санкт-Петербург — 4 сентября 1963, Москва) — советский актёр театра и кино, театральный режиссёр, мастер художественного слова (чтец). Народный артист СССР (1951).

## Биография
Родился 16 (28) октября 1896 года в Санкт-Петербурге в семье сапожника.
С 1908 по 1917 годы учился в Коммерческом училище в Петрограде, затем служил конторщиком на заводе «Треугольник» (1917—1919).
В 1919 году, во время службы в Красной Армии, руководил самодеятельными кружками. Окончив в 1920 году шестимесячные курсы культработников при Политотделе штаба Петроградского укрепрайона (на выпускных экзаменах играл роль помещика Смирнова в «Медведе» А. Чехова), играл в театре Петроградского военного округа, дебютировал в роли рабочего Акимова в пьесе «Враги» М. Горького. 
В 1921 году демобилизовался по болезни и переехал к матери в село Рождествено (Петроградская губерния, ныне Ленинградская область), где организовал  самодеятельный театр при Народном доме, играл в нём, ставил спектакли. 
С 1923 по 1924 годы — актёр Петроградского театра Пролеткульта «Новая драма», в котором играл роль Мужа в спектакле «Человек-масса» Э. Толлера. В 1924—1935 годах — актёр Ленинградского драматического театра имени А. Пушкина (ныне Александринский театр). На сцене театра сыграл более 50 ролей. В 1935—1936 годах — актёр киностудии «Мосфильм».
С 1936 года — актёр Киевского русского драматического театра имени Л. Украинки, в 1954—1959 годах — художественный руководитель и главный режиссёр театра. 
Неоднократно приезжал в Москву с гастролями – не только с труппой Театра имени Л. Украинки, но и актёром-гастролёром — выступал в роли Фёдора Протасова в спектаклях Малого театра (1955) и Театра имени Ленинского комсомола (1959).
В 1963 году — актёр Театра имени Моссовета в Москве. 

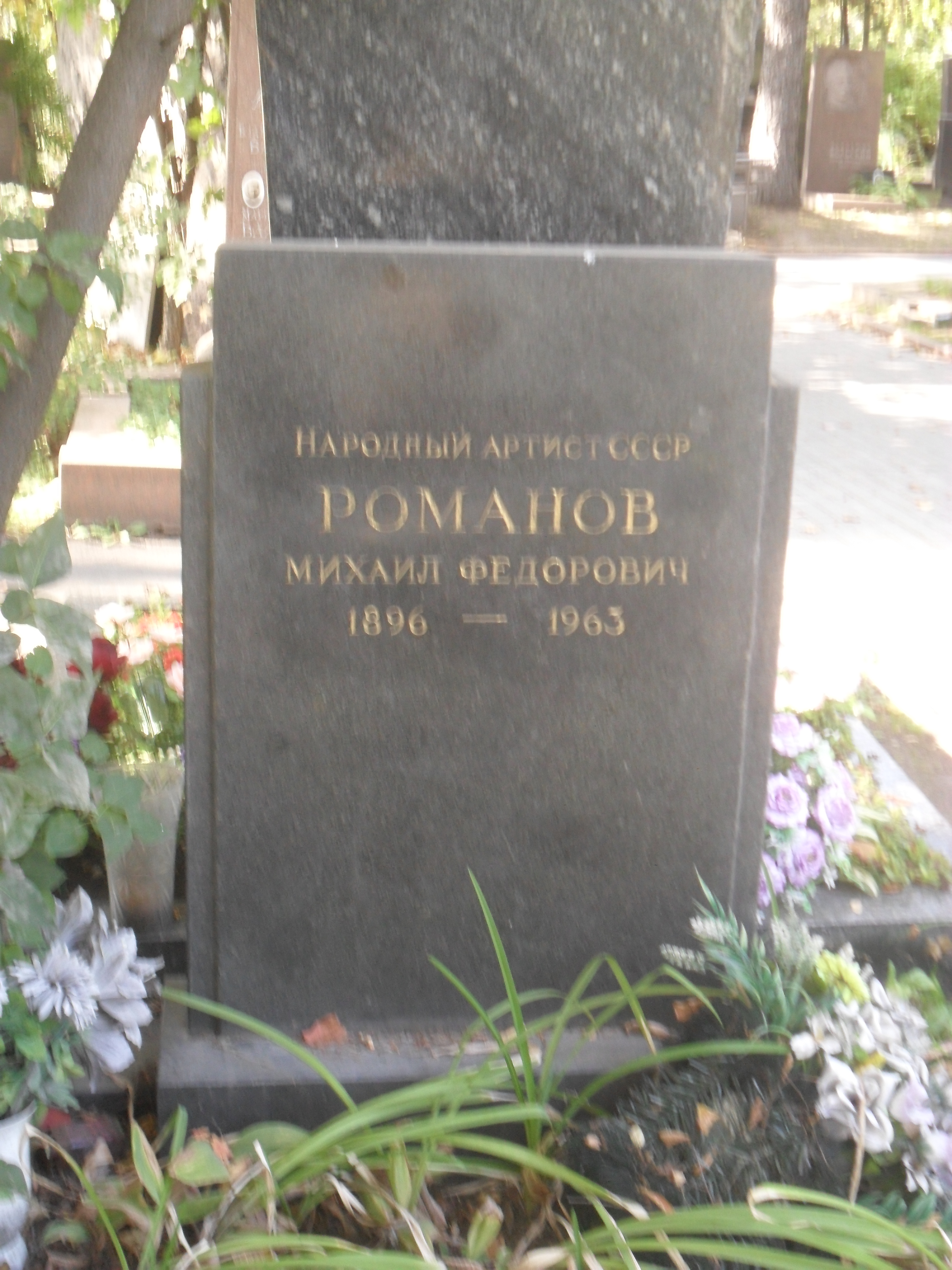
Могила М. Ф. Романова
на Новодевичьем кладбище

Выступал как чтец — мастер художественного слова на радио с чтецкими программами А. С. Пушкина, М. Ю. Лермонтова, Л. Н. Толстого, А. П. Чехова, М. Горького, М. М. Пришвина, А. И. Куприна, Р. Бёрнса, сонетами У. Шекспира и радиопостановками «Маскарада» М. Ю. Лермонтова, «Пётра I» А. Н. Толстого, «Небо и ада» П. Мериме, «Овода» Э.-Л. Войнич. Снимался в кино.
Опубликовал ряд статей, посвящённых театру и драматургии, в том числе очерк «О товарищах по искусству», который был опубликован в «Литературной газете».
Член ВКП(б) с 1950 года. 
Скончался 4 сентября 1963 года в Москве, в гостиничном номере, где жил. Похоронен на Новодевичьем кладбище (участок № 8).

### Семья
- жена — Мария Павловна Стрелкова (1908—1962), актриса, педагог;

- дочь — Мария Михайловна Романова (род. 1948).

## Творчество

### Роли в театре
Самодеятельный театр при Народном доме
- «Без вины виноватые» А. Островского — Незнамов
- «Поздняя любовь» А. Островского — Николай

Ленинградский драматический театр имени А. Пушкина
- 1924 — «Маскарад» М. Лермонтова — третий понтер, Звездич
- 1924 — «Волчьи души» Дж. Лондона — Феликс Дабльмен, Эллери Джексон Губерд
- 1924 — «Живой труп» Л. Толстого — офицер
- 1924 — «Авантюрист» С. Моэма — Лорд Серстон
- 1925 — «Пигмалион» Б. Шоу — Фредди
- 1925 — «Яд» А. Луначарского — Редендоф
- 1927 — «Конец Криворыльска» Б. Ромашова — Севастьянов
- 1927 — «Отелло» У. Шекспира — Лудовико
- 1929 — «Огненный мост» Б. Ромашова — Геннадий
- 1931 — «Страх» А. Афиногенова — Цеховой
- 1932 — «Горе от ума» А. Грибоедова — Молчалин
- 1933 — «Столпы общества» Г. Ибсена — Гильмар Теннисон
- 1934 — «Коварство и любовь» Ф. Шиллера — Фон Кальб
- 1935 — «Пётр I» по А. Толстому — Меншиков

Киевский русский драматический театр имени Л. Украинки
- 1937 — «Благочестивая Марта» Т. де Молины — Дон Фелипе
- 1937 — «Каменный гость» А. Пушкина — дон Гуан
- 1937 — «Дети солнца» М. Горького — Павел Протасов
- 1937 — «На берегу Невы» К. Тренёва — Горский
- 1938 — «Генеральный консул» братьев Тур и Л. Шейнина — Гоглидзе
- 1938 — «Мачеха» О. де Бальзака — Фердинанд
- 1938 — «Порт-Артур» Л. Никулина — Горский
- 1940 — «Фельдмаршал Кутузов» В. Соловьёва — Багратион
- 1940 — «Живой труп» Л. Толстого — Фёдор Протасов
- 1941 — «Дворянское гнездо» по И. Тургеневу — Лаврецкий
- 1943 — «Нашествие» Л. Леонова, режиссёр К. Хохлов — Колесников
- 1945 — «Пигмалион» Б. Шоу —  Генри Хиггинс
- 1945 — «Офицер флота» А. Крона — Горбунов
- 1946 — «Памятные встречи» А. Утевского — Завьялов
- 1946 — «Каменный властелин» Л. Украинки — Командор
- 1947 — «Русский вопрос» К. Симонова — Гарри Смит
- 1947 — «Хождение по мукам» по А. Н. Толстому — Иван Ильич Телегин
- 1947 — «Бессмертие» Г. Берёзко — Юрьев
- 1948 — «Закон чести» А. Штейна — Верейский
- 1948 — «Московский характер» А. Софронова — Потапов
- 1948 — «Таланты и поклонники» А. Островского — Мелузов
- 1949 — «Все мои сыновья» А. Миллера — Джо Келлер
- 1949 — «Карьера Бекетова» А. Софронова — Привалов
- 1949 — «Навеки вместе» Л. Дмитерко — Выговский
- 1949 — «У порога» Н. Дубова — Черепанов
- 1950 — «Тайная война» В. Михайлова, Л. Самойловой — Лавров
- 1950 — «Чайка» А. Чехова — Тригорин
- 1950 — «Директор» С. Алёшина — Степанов
- 1951 — «Под золотым орлом» Я. Галана — Андрей Макаров
- 1952 — «Бронепоезд 14-69»  Вс. Иванова — Вершинин
- 1952 — «Маскарад» М. Лермонтова — Евгений Александрович Арбенин
- 1953 — «Золотая чума» В. Соловьёва — Рауль Риго
- 1953 — «К новому берегу» по роману В. Лациса — Ян Лидум, режиссёр Владимир Нелли, Ирина Молостова
- 1953 — «Раки» С. Михалкова — Степан Феофанович Лопоухов, режиссёр Николай Соколов
- 1954 — «Гаити» У. Дюбуа — Туссен Лувертюр
- 1954 — «Дочь прокурора» Ю. Яновского — Нил Никитич Чуйко, прокурор
- 1956 — «Гибель эскадры» А. Корнейчука — Комиссар Артём
- 1956 — «Деньги» А. Софронова — Татарников, режиссёр М. Ф. Романов
- 1956 — «Огненный мост» Б. Ромашова — Адвокат Дубравин
- 1956 — «Рассвет над морем» В. Суходольского — Котовский
- 1959 — «Машенька» А. Афиногенова — Окаёмов
- 1960 — «Дядя Ваня» А. Чехова — Войницкий
- 1962 — «Лес» А. Островского — Геннадий Демьянович Несчастливцев
- 1963 — «На дне» М. Горького — Барон

Театр имени Моссовета
- 1963 — «Милый лжец» Дж. Килти — Бернард Шоу

### Постановки в театре
Самодеятельный театр при Народном доме
- «Революционная свадьба» В. Сарду
- «Без вины виноватые» А. Островского
- «Поздняя любовь» А. Островского
- «Огни Ивановой ночи» Г. Зудермана

Киевский русский драматический театр имени Л. Украинки
- 1954 — «Дочь прокурора» Ю. Яновского — Чуйко
- 1955 — «Годы странствий» А. Арбузова
- 1956 — «Деньги» А. В. Софронова (совместно с Юрием Лавровым)
- 1957 — «Огненный мост» Б. Ромашова (совместно с Николаем Соколовым)
- 1958 — «В поисках радости» В. Розова
- 1959 — «Машенька» А. Афиногенова
- 1960 — «Дядя Ваня» А. Чехова
- 1962 — «Лес» А. Островского

### Фильмография
Актёр
- 1923 — Дворец и крепость — узник
- 1936 — Дети капитана Гранта — Джон Манглс
- 1939 — Моряки — командир вражеского миноносца "Леопард"
- 1945 — В дальнем плавании — Карл Иванович Берг
- 1945 — Зигмунд Колосовский — Лангфельд
- 1947 — Голубые дороги — мичман Береженко
- 1947 — Подвиг разведчика — Эрих фон Руммельсбург
- 1948 — Третий удар — Антонов, Алексей Иннокентьевич
- 1955 — Пламя гнева — Апухтин
- 1956 — Главный проспект — Сотин, профессор
- 1956 — Дети солнца (фильм-спектакль) — Павел Протасов
- 1956 — Иван Франко — Коцюбинский, Михаил Михайлович
- 1958 — Огненный мост (фильм-спектакль) — Дубравин
- 1958 — Поэма о море — писатель
- 1960 — Машенька (фильм-спектакль)
- 1962 — Сто первый (фильм-спектакль) — Чарльз Смит

Режиссёр
- 1935 — Славная годовщина (документальный)
- 1956 — Дети солнца (фильм-спектакль; совместно с Владимиром Нелли)
- 1958 — Огненный мост (фильм-спектакль; совместно с Григорием Крикуном)
- 1960 — Машенька (фильм-спектакль; совместно с Галиной Холоповой)
- 1962 — «Поедем напрямик» (киножурнал «Фитиль», выпуск № 2)

## Награды и звания
- заслуженный артист Украинской ССР (1940);
- народный артист Украинской ССР (1946);
- народный артист СССР (1951)[2];
- орден Ленина (1960)[1].

## Увековечение памяти
- В 1975 году на доме № 19а по улице Пушкинской (Киев), в котором М. Романов жил в 1944—1963 годах, открыта мемориальная доска (бронзовый барельеф; скульптор Н. М. Дерегус, архитектор А. А. Сницарёв);
- «Михаил Романов» (1968) — документальный фильм о творчестве артиста[2].